# Solveig Gunbjørg Jacobsen
Solveig Gunbjørg Jacobsen (Grytviken, 8 ottobre 1913 – Buenos Aires, 25 ottobre 1996) è stata un'esploratrice norvegese, nota per essere stata la prima persona nata in Antartide.

## Biografia
Suo padre Fridthjof Jacobsen (1874–1953) arrivò in South Georgia nel 1904 per diventare assistente manager, e dal 1914 al 1921 manager della Grytviken Whaling Station. La nascita di Solveig fu registrata dal Magistrato Britannico del South Georgia.
Morì a Buenos Aires all'età di 83 anni.